# Warm River
Warm River é uma cidade localizada no estado americano de Idaho, no Condado de Fremont.

## Demografia
Segundo o censo americano de 2000, a sua população era de 10 habitantes.
Em 2006, foi estimada uma população de 10, um aumento de 0 (0.0%).

## Geografia
De acordo com o United States Census Bureau tem uma área de
1,9 km², dos quais 1,9 km² cobertos por terra e 0,0 km² cobertos por água. Warm River localiza-se a aproximadamente 1721 m acima do nível do mar.

## Localidades na vizinhança
O diagrama seguinte representa as localidades num raio de 36 km ao redor de Warm River.